# Minsk (1978)
El portaaviones Minsk (en ruso: Минск) fue, según la nomenclatura soviética, un crucero pesado con capacidad para embarcar aeronaves que sirvió en la Armada Soviética de 1978 a 1991 y en la Armada de Rusia de 1991 a 1994. Fue construido entre 1972 y 1978 en los astilleros Chernomorski ubicados en Nicolaiev (RSS de Ucrania) siendo el segundo buque de su clase, la clase Kiev o Proyecto 1143 Krechet (en ruso: Gerifalte).
En 1995 el Minsk fue vendido a una empresa surcoreana como chatarra. Tras quejas de grupos medioambientales surcoreanos, la empresa lo revendió con el mismo propósito a la compañía china Guangdong Ship Dismantling Company, especializada en desguazado de navíos. El buque fue nuevamente salvado de su desguace cuando los dueños de una compañía de máquinas de arcade crearon la Shenzhen Minsk Investment Company (en inglés: Compañía de Inversión del Minsk de Shenzen) compraron el buque por 31 millones de yuanes (unos 4,3 millones de dólares estadounidenses).

## Parque temático

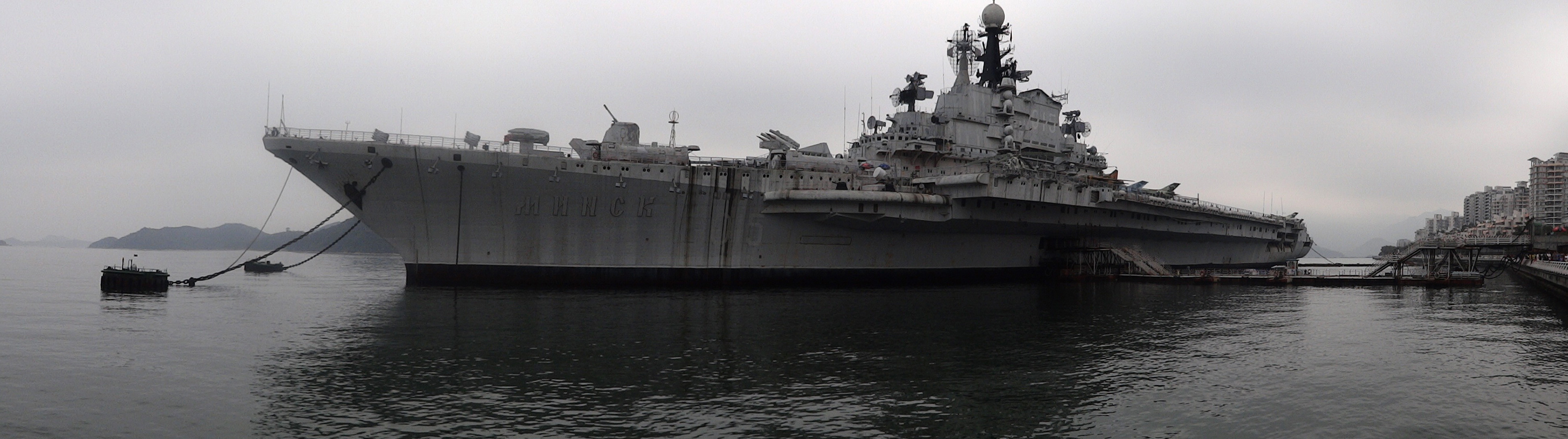
Minsk en Minsk World, Shenzhen, China

A partir del año 2000, el antiguo portaaviones fue el reclamo principal del parque temático Mundo Minsk (en chino: 明思克航母世界, romanizado: Míngsīkè Hángmǔ Shìjiè; en inglés: Minsk World, como fue conocido internacionalmente) ubicado en Shatoujiao, Yantian, Shenzhen (República Popular China). Allí se encontró hasta 2016, cuando fue trasladado a Nantong, Jiangsu para su exhibición en el río Yangtse.
El 16 de agosto de 2024, el barco se incendió durante otras obras de reacondicionamiento en Nantong. Aunque el incendio pudo extinguirse, el futuro del barco como pieza central de otro parque temático se volvió dudoso.